# ريا نوفوستي
ريا نوفوستي هي وكالة أنباء روسيا لها مراسلوها في أنحاء روسيا الاتحادية والبلدان الأعضاء في رابطة الدول المستقلة وفي ما يزيد عن 40 من بلدان العالم الأخرى. وتنشر الوكالة مختلف المعلومات عن الحياة السياسية والاجتماعية والاقتصادية والعلمية والمالية باللغة الروسية واللغات الأوروبية الرئيسية واللغة العربية على شبكة الإنترنت وعبر البريد الإلكتروني يوميا.
وتقوم وكالة «ريا نوفوستي» بتنظيم اللقاءات والندوات الصحفية. ويعمل في الوكالة أكثر من 90 مترجما يقبضون على ناصية 12 لغة. وتضم وكالة «ريا نوفوستي» قسما للخدمة المصورة هو الأكبر في روسيا، وتمتلك أحد أكبر بنوك الصور الفوتوغرافية الذي يحتوي على ما يزيد عن 600 ألف صورة.
تتعامل وكالة «ريا نوفوستي» مع ديوان الرئيس الروسي والحكومة الروسية ومجلسا برلمان روسيا الاتحادية والوزارات والهيئات الحكومية الروسية الأساسية والسلطات المحلية بروسيا الاتحادية وكبار رجال الأعمال الروس والأجانب والبعثات الدبلوماسية والمنظمات الاجتماعية.

## نبذة عن ريا نوفوستي
بدأ تاريخ «ريا نوفوستي» في 24 يونيو من سنة 1941 عندما صدر عن مجلس الوزراء واللجنة المركزية للحزب الشيوعي الحاكم قرار بشأن إنشاء مكتب إعلامي بالاتحاد السوفيتي ليتولى تغطية أحداث العالم وما يجري في جبهة القتال وداخل البلاد إعلاميا (وانتقل المكتب الإعلامي السوفيتي من العاصمة إلى مدينة كويبيشيف في الفترة من 14 أكتوبر 1941 إلى 3 مارس 1942). وتركزت مهمته في إعداد تقارير أخبارية عن الوضع في جبهة القتال وفي البلاد ومقاومة الاحتلال لتستفيد منها المحطات الإذاعية والصحف والمجلات. وأدار المكتب عمل اللجنة السلافية ولجنة النساء السوفيتيات المناهضة للفاشية ولجنة الشباب السوفيت المناهضة للفاشية ولجنة العلماء السوفيت المناهضة للفاشية واللجنة اليهودية المناهضة للفاشية. وأنشئ فيه في عام 1944 مكتب يتخصص في التعامل مع البلدان الأجنبية حيث قام المكتب الإعلامي السوفيتي بإطلاع الناس هناك على وقائع حرب الشعب السوفيتي ضد الفاشية والسياسة الداخلية والخارجية السوفيتية في فترة ما بعد الحرب العالمية الثانية من خلال 1171 صحيفة و523 مجلة و18 محطة إذاعية في 23 بلدا من بلدان العالم، والسفارات السوفيتية وجمعيات الصداقة والنقابات ومنظمات المرأة والشباب ومؤسسات البحث العلمي وتولى إدارة المكتب الإعلامي السوفيتي أ. شيرباكوف (1941 – 1945) وس. لوزوفسكي (1945 – 1948) ويا. خافينسون ود. بوليكاربوف.
وفي عام 1961 تحول المكتب الإعلامي السوفيتي إلى وكالة للصحافة تعرف باسم «نوفوستي». وكانت الوكالة تنطق بلسان المنظمات الاجتماعية السوفيتية. وعقدت الجمعية التأسيسية للوكالة في 21 فبراير 1961 بمشاركة ممثلي المنظمات الاجتماعية السوفيتية. وكان مجلس المؤسسين أعلى سلطة للوكالة التي أسسها اتحاد الصحفيين السوفيت واتحاد الكتاب السوفيت واتحاد جمعيات الصداقة والاتصالات الثقافية مع البلدان الأجنبية وجمعية «المعرفة». وحددت مهمة الوكالة وفقا لميثاقها الذي صدر في 3 إبريل 1961 في الآتي: المساهمة في تعزيز التفاهم والثقة والصداقة بين الشعوب من خلال نشر معلومات صادقة عن الاتحاد السوفيتي في الخارج وتعريف الرأي العام السوفيتي بحياة شعوب البلدان الأجنبية. وتواجدت مكاتب الوكالة التي سعت إلى نشر المعلومات التي تخدم قضايا السلام والصداقة بين الشعوب، في ما يزيد عن 120 بلدا من بلدان العالم. وكانت الوكالة تصدر 60 صحيفة ومجلة مصورة بـ45 لغة بلغ عدد نسخها 3ر4 مليون نسخة. وأصدرت الوكالة بالتعاون مع اتحاد جمعيات الصداقة صحيفة «أنباء موسكو» التي أصبحت مطبوعة دورية مستقلة في سبتمبر 1990. وكانت وكالة «نوفوستي» تصدر أكثر من 200 كتاب وكتيب بلغ إجمالي عدد نسخها حوالي 20 مليون نسخة في السنة. وأصبح للوكالة في عام 1989 مركز التلفزيون الذي تحول في ما بعد إلى شركة تي في نوفوستي.
وتولى إدارة وكالة «نوفوستي» للصحافة بوريس بوركوف (1961 – 1970) وإيفان اودالتسوف (1970 – 1975) وليف تولكونوف (1975 – 1983) وبافل ناؤوموف (1983 – 1986) وفالنتين فالين (1986 – 1988) والبرت فلاسوف (1988 – 1990).

## في مرحلة البرويستروكا
وأصدر الرئيس السوفيتي ميخائيل غورباتشوف في 27 يوليو 1990 قرارا بشأن إنشاء وكالة أنباء تحل محل وكالة «نوفوستي» للصحافة لتقوم بتغطية سياسة الاتحاد السوفيتي على الصعيدين الداخلي والخارجي إعلاميا تمشيا مع الاتجاه إلى دمقرطة وسائل الإعلام. وظلت مهمة وكالة «نوفوستي» للأنباء كما هي في الواقع العملي أي إعداد التقارير الإعلامية وتقديمها إلى وسائل الإعلام المقروءة والمرئية والمسموعة وتنظيم استطلاعات للرأي العام الداخلي والخارجي حول سياسة الاتحاد السوفيتي الخارجية والداخلية. وأنشئ فيها بنك للمعلومات. وكان البنك يحتوي في البداية على ما يزيد عن 250 ألف وثيقة. وبدأت الوكالة بنشر أخبار عاجلة في عام 1991. وتواجدت مكاتب وكالة «نوفوستي» للأنباء في 120 بلدا. وكانت وكالة «نوفوستي» للأنباء تصدر 13 صحيفة ومجلة مصورة. وتولى إدارتها البرت فلاسوف.

## مرحلة روسيا الإتحادية
وفي سبتمبر 1991 تحولت وكالة «نوفوستي» إلى وكالة أنباء لروسيا تعرف باسم «ريا نوفوستي». واتبعت الوكالة لوزارة الصحافة والإعلام وفقا لقرار أصدرته الرئيس الروسي في 22 أغسطس 1991. وكان للوكالة حوالي 80 مكتبا في بلدان العالم وأكثر من 1500 مشترك في الساحة السوفيتية سابقا وحوالي 100 مشترك خارج الساحة السوفيتية سابقا. وأصبحت الوكالة وكالة إعلامية رسمية بروسيا الاتحادية وفقا لقرار أصدره الرئيس الروسي في 15 سبتمبر 1993. وأصبحت لها محطة إذاعية في عام 1996. واتخذت قناة «نوفوستي» التلفزيونية أساسا لإنشاء قناة الثقافة في التلفزيون الروسي في أغسطس 1997. وانضمت الوكالة إلى مؤسسة التلفزيون والإذاعة الحكومية بروسيا بموجب مرسوم رئاسي بشأن تطوير عمل وسائل الإعلام المرئي والمسموع الحكومية.

## تغيير الاسم
في مايو 1998 أطلق على الوكالة اسم «فيستي» ولكنها ظلت تعرف باسم «نوفوستي» في الأوساط الإعلامية. كما ظلت الوكالة تحرص على سرعة نقل الخبر بموضوعية ودون تحيز، وتتمتع باستقلالية في رأيها بغض النظر عن تقلبات الوضع السياسي.
وتحولت وكالة «فيستي» إلى وكالة روسية رسمية للإعلام الدولي (ريا نوفوستي باختصار) وذلك بموجب تعديل الوثائق الخاصة بتأسيس وكالة «فيستي» في 1/4/2004. وتتولى إدارتها حاليا سفيتلانا فاسيلييفنا ميرونوك

## مديرو نوفوستي
تولى إدارة وكالة «نوفوستي»:
اندريه فينوغرادوف (أغسطس 1991 – يناير 1992)،
مايسارات ماخارادزه (يناير 1992 – أغسطس 1993)،
فلاديمير ماركوف (سبتمبر 1993 – مارس 1998)،
ادوارد غينديلييف (مايو – أغسطس 1998)،
ألكسي فولين (أغسطس 1998 – يونيو 2000)،
ألكسي جيداكوف (تولى اختصاصات رئيس الوكالة في الفترة من يونيو 2000 إلى أكتوبر 2000)،
فلاديمير كوليستيكوف (أكتوبر 2000 – إبريل 2001)
ألكسي جيداكوف (إبريل 2001 – يناير 2003).
سفيتلانا ميرونوك (24 يناير 2003 – 9 إبريل 2004).

## وصلات خارجية
- RIA Novosti (بالروسية)
- RIA Novosti (بالإنجليزية)
- نسخة محفوظة 13 سبتمبر 2006 على موقع واي باك مشين. نسخة محفوظة 13 سبتمبر 2006 على موقع واي باك مشين. نسخة محفوظة 13 سبتمبر 2006 على موقع واي باك مشين. RIA Novosti (بالصينية) نسخة محفوظة 13 سبتمبر 2006 على موقع واي باك مشين.
- RIA Novosti (بالفرنسية)
- نسخة محفوظة 28 يوليو 2011 على موقع واي باك مشين. RIA Novosti (بالألمانية)
 نسخة محفوظة 28 يوليو 2011 على موقع واي باك مشين.
- RIA Novosti (بالإسبانية)
- RIA Novosti (بالعربية)
- RIA Novesti (بالفارسية)

1. ↑  موقع ريا نوفوستي